# スール/その先は……愛
『スール/その先は……愛』（Sur ）は1988年のフェルナンド・E・ソラナス監督のアルゼンチン映画。
1976年からの1983年までのホルヘ・ラファエル・ビデラ将軍一派のクーデターによる軍事独裁政権において、都市ゲリラ関係者（モントネーロスなど）や市民運動活動家らが弾圧され行方不明者が3万人も出るといういわゆる汚い戦争（Guerra Sucia）の時代があった。独裁政権が崩壊し民主化して間もない頃までの、労働運動家だった夫と妻そして仲間たちの物語が、長い回想シーンも交え中心にすえられている。

## ストーリー
民主化されて間もない1983年のアルゼンチンで、食肉工場の労働運動の活動家だったフロレアル・エチェゴージェンが、5年間拘束された刑務所から出所した。妻ロシのいる家を覗くが、入らない。仲間のエル・ネグロらと再会するが。
5年前のフロレアルが官憲に追われたときからの回想シーンが交差する廃駅に身を寄せるがそこでの女性マリアとの浮気、逮捕されパタゴニアの刑務所に投獄される。妻ロシが心配し夫のために動く。そして、刑務所での夫婦の再会。
フロレアルの仲間のロベルトとロシのはかない「愛」。夫は、このことを知り、刑務所での面会で激怒するが。

## スタッフ
- 監督　フェルナンド・E・ソラナス
- 製作　エンヴァール・エル・カドリ / フェルナンド・E・ソラナス / パトリシア&ピエール・ノヴァ
- 脚本　フェルナンド・E・ソラナス
- 音楽　アストル・ピアソラ

## キャスト
- ミゲル・アンヘル・ソラ　Miguel Angel Solá - フロレアル

- ススー・ペコラーロ　Susú Pecoraro　- ロシ

- フィリップ・レオタール Philippe Leotard - ロベルト

- イネス・モリーナ　Inés Molina - マリア

- リト・クルス　Lito Cruz - エル・ネグロ

- ロベルト・ゴジェネチェ　Roberto Goyeneche　アマド

- ウリセス・ドゥモント　Ulises Dumont - エミリオ

## エピソード
- この『スール/その先は……愛』で、フェルナンド・E・ソラナスはカンヌ国際映画祭監督賞を受賞する。
- 映画音楽としてタンゴにこだわっている作品であり、音楽は、タンゴの巨匠アストル・ピアソラが担当している。
- バンドネオン奏者のネストル・マルコーニとタンゴ歌手のロベルト・ゴジェネチェが登場する場面が出てくる。コジェネチェがタンゴの「スール」 「マリア」 「最後の酔い」を歌うシーンなどがある。